# 橫濱北仲KNOT

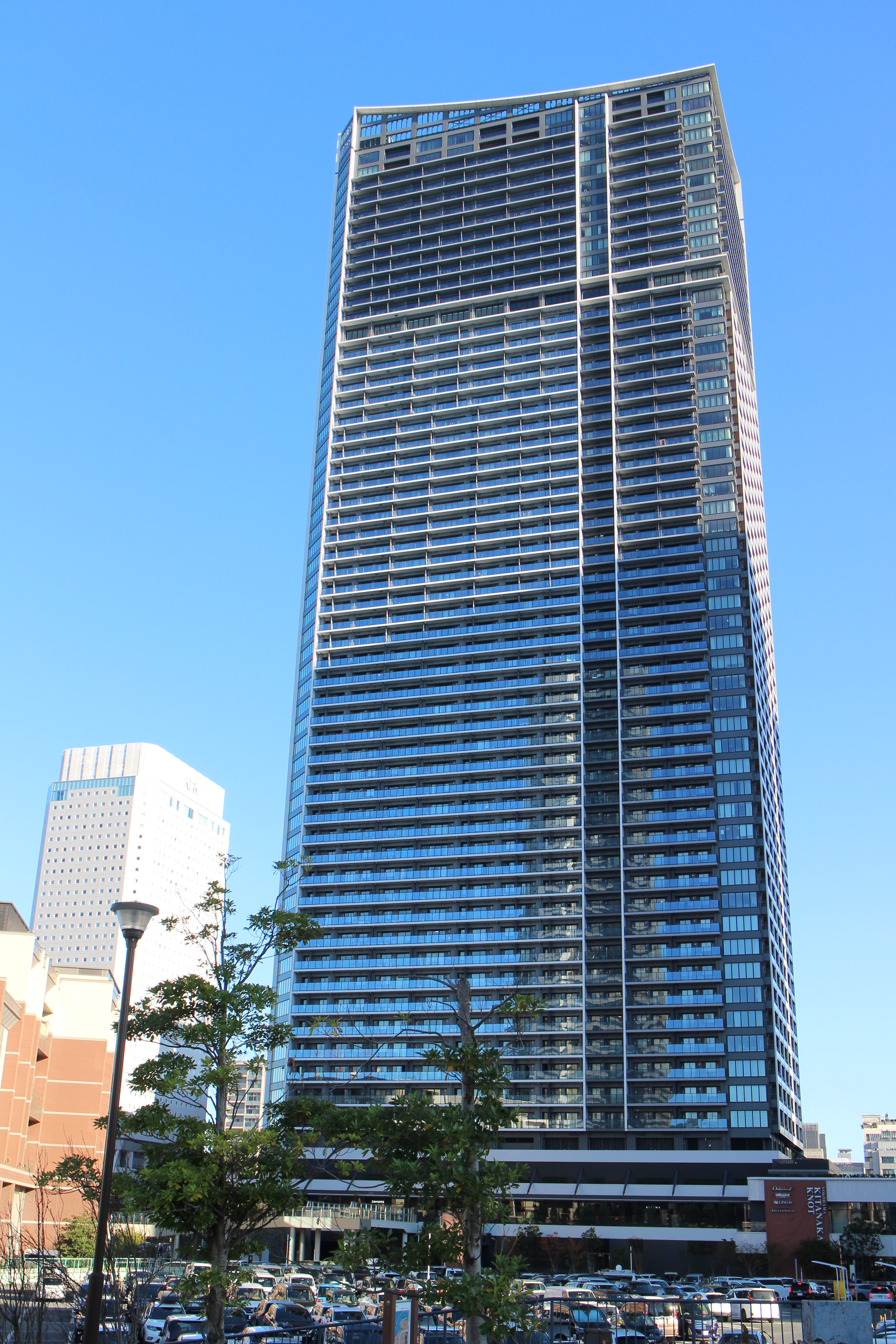

橫濱北仲KNOT（日语：横浜北仲ノット）是位於日本神奈川縣橫濱市中區北仲通5丁目的一座摩天大樓。這座建築中的大部分是超高層公寓The Tower橫濱北仲。46層至51層設有酒店式公寓Oakwood Suites Yokohama，46層設有免費開放的瞭望台。低層部分設有商業和文化設施KITANAKA BRICK&WHITE。

## 外部連結
- ザ・タワー横浜北仲 （页面存档备份，存于）（三井のすまいLOOP公式）

35°27′04″N 139°38′10″E / 35.4511°N 139.6361°E